# Trout (Luisiana)
Trout es un lugar designado por el censo ubicado en el parroquia de La Salle en el estado estadounidense de Luisiana. En el censo de 2020 tenía una población de 104 habitantes y una densidad poblacional de 452,17 habitantes por km². Fue incluido como CDP en el censo de 2020. 

## Geografía
Trout se encuentra ubicado en las coordenadas 31°41′45″N 92°10′43″O / 31.69583, -92.17861. Según la Oficina del Censo de los Estados Unidos,  tiene una superficie total de 0,23 km², todos correspondientes a tierra firme.